# 郎景和
郎景和（1940年4月18日—），吉林人，满族人，中国妇产科专家，中国工程院院士。北京协和医院妇产科教授、博士生导师，被誉为"继林巧稚之后中国妇产科领域的旗帜性人物"。

## 生平
1964年毕业于白求恩医科大学。后进入北京协和医院工作，师从中国妇产科学奠基人林巧稚，由此开启妇产科生涯，1985年赴挪威、加拿大研修妇科肿瘤及妇科显微外科，1993年出任协和妇产科主任。2011年当选为中国工程院院士。

## 成就
2004年，获得何梁何利基金科学与技术进步奖、中华医学会技术发明奖二等奖。
2006年，获得国家科学技术进步奖二等奖。
2008年，获得恩德思医学科学技术奖一等奖。
2019年，获得国家科学技术进步奖二等奖。